# Лозаново
Лозаново (мкд. Лозаново) је насеље у Северној Македонији, у североисточном делу државе. Лозаново је у оквиру општине Крива Паланка.

## Географија
Лозаново је смештено у североисточном делу Северне Македоније. Од најближег већег града, Куманова, село је удаљено 70 km источно.
Село Лозаново се налази у историјској области Славиште. Насеље је положено високо, на јужним висовима планине Билина, на око 750 метара надморске висине.
Месна клима је планинска због знатне надморске висине.

## Становништво
Лозаново је према последњем попису из 2002. године имало 53 становника. Од тога огромну већину чине етнички Македонци (98%).
Претежна вероисповест месног становништва је православље.